# Réserves de biodiversité du Québec
Une réserve de biodiversité est une aire protégée constituée dans le but de favoriser le maintien de la biodiversité en milieu terrestre et plus spécialement de la représentativité des différentes régions naturelles du Québec. Il y a 15 réserves de biodiversité au Québec disposant d'un statut permanent de protection. La principale différence avec les parcs nationaux est qu'il n'y a pas systématiquement d'aménagements ou d'implantation d'infrastructures de services ni d'activités récréatives ou éducatives d'organisées par le gouvernement. De plus, les activités de chasse et de piégeage, les occupations comme la villégiature ainsi que les activités récréatives telles la randonnée et la circulation en quad, motoneige ou bateau à moteur sont permises. Il s'agit d'aires protégées où, de façon générale, seules les activités industrielles d'exploitation des ressources naturelles sont interdites, alors que l'accès et la circulation y sont libres.
Les réserves de biodiversité sont gérées par le ministère du Développement durable, de l'Environnement, de la Faune et des Parcs du Québec.
La réserve de biodiversité, au même titre que la réserve aquatique, est un statut mis en place dans le but de doter le Québec d'un réseau d'aires protégées qui doit comporter des échantillons représentatifs de tous les types d'écosystèmes. Cette représentativité est déterminée à partir du Cadre écologique de référence du Québec, qui permet d'assurer une distribution spatiale adéquate des aires protégées sur le territoire québécois.

## Liste des réserves de biodiversité
- Parc appartenant au patrimoine mondial de l'Unesco
- Réserve de biodiversité faisant partie d'une réserve de biosphère

| Réserve de biodiversité                | Image | Superficie km² | Constitution | MRC                                       |
| -------------------------------------- | ----- | -------------- | ------------ | ----------------------------------------- |
| Akumunan                               |       | 284,70         | 2020         | Le Fjord-du-Saguenay, La Haute-Côte-Nord  |
| Anticosti                              |       | 1 693,79       | 2024         | Minganie                                  |
| Buttes-et-Buttons-du-Lac-Panache       |       | 129,20         | 2020         | Le Domaine-du-Roy                         |
| Caribous-de-Val-d'Or                   |       | 434,19         | 2009         | La Vallée-de-l'Or                         |
| Drumlins-du-Lac-Clérac                 |       | 449,00         | 2020         | Maria-Chapdelaine                         |
| Kakinwawigak                           |       | 243,1          | 2019         | Témiscamingue                             |
| Karst-de-Saint-Elzéar                  |       | 44,27          | 2009         | Bonaventure                               |
| Katnukamat                             |       | 532,91         | 2019         | Minganie                                  |
| Lacs-Vaudray-et-Joannès                |       | 193,07         | 2007         | Rouyn-Noranda                             |
| Météorite                              |       | 232,72         | 2009         | Manicouagan et Caniapiscau                |
| Méandres-de-la-Taitaipenistouc         |       | 326,53         | 2019         | Sept-Rivières                             |
| Moraine-d'Harricana                    |       | 365            | 2019         | La Vallée-de-l'Or, Rouyn-Noranda          |
| Opasatica                              |       | 334,4          | 2019         | Rouyn-Noranda et Témiscamingue            |
| Plateau-du-Lac-des-Huit-Chutes         |       | 102,70         | 2020         | Le Fjord-du-Saguenay                      |
| Uapishka                               |       | 1 381,91       | 2009         | Manicouagan, Caniapiscau et Sept-Rivières |
| Vallée-de-la-Rivière-Sainte-Marguerite |       | 321,4          | 2020         | Le Fjord-du-Saguenay, La Haute-Côte-Nord  |

## Réserve de biodiversité projetée
Le ministère a mis en réserve plusieurs territoires pour la création de futures réserves de biodiversité. De façon générale, ce statut projeté est valide pour une durée de 4 ans. Certaines de ces réserves de biodiversité projetées protègent des territoires à l'étude en vue d'y créer des parcs nationaux :
1. Albanel-Témiscamie-Otish (projet de parc)
2. Anneaux-Forestiers
3. Baie-de-Boatswain
4. Basses-Collines-du-Lac-au-Sorcier
5. Basses-Collines-du-Lac-Coucou
6. Basses-Collines-du-Lac-Guernesé
7. Basses-Collines-du-Ruisseau-Serpent
8. Brûlis-du-Lac-Frégate
9. Brûlis-du-Lac-Oskélanéo
10. Buttes-du-Lac-Montjoie
11. Canyon-de-la-Rivière-aux-Rats
12. Collines-de-Brador
13. Collines-de-Muskuchii
14. Côte-d’Harrington Harbour (projet de parc)
15. Domaine-La-Vérendrye
16. Dunes-de-la-Rivière-Attic
17. Esker-Mistaouac
18. Estuaire-des-Rivières-Koktac-et-Nauberakvik
19. Fjord-Tursukattaq
20. Forêt-Montmorency
21. Grandes-Piles
22. Hirondelle
23. Île-aux-Lièvres[2]
24. Îles-de-l’Est-du-Pipmuacan
25. Îles-du-Kiamika
26. Kangiqsujuaq
27. Lac-Berté
28. Lac-Dana
29. Lac-Gensart
30. Lac-Ménistouc
31. Lac-Némiscachingue
32. Lac-Onistagane
33. Lac-Pasteur
34. Lac-Plétipi
35. Lac-Saint-Cyr
36. Lac-Sérigny
37. Lac-Taibi
38. Lac-Wetetnagami
39. Marais-du-Lac-Parent
40. Massif-des-Lacs-Belmont-et-Magpie
41. Montagne-Blanches
42. Montagne-du-Diable
43. Mont-O’Brien
44. Mont-Sainte-Marie
45. Monts Groulx
46. Opémican
47. Paakumshumwaau-Maatuskaau
48. Paul-Provencher
49. Péninsule-de-Ministikawatin
50. Plaine-de-la-Missisicabi
51. Plateau-de-la-Pierriche
52. Quaqtaq-Kangirsuk
53. Réservoir-Decelles
54. Rivière-de-la-Racine-de-Bouleau
55. Rivière-Delay
56. Rivière-Vachon
57. Ruisseau-Niquet
58. Seigneurie-du-Triton
59. Sikitakan Sipi
60. Station-de-Biologie-des-Laurentides
61. Tourbières-Boisées-du-Chiwakamu
62. Vallée-de-la-Rivière-Godbout
63. Vallée-de-la-Rivière-Maganasipi
64. Vallée-de-la-Rivière-Natashquan (projet de parc)
65. Vallée-Tousignant
66. Wanaki
67. Waskaganish

## Référence
1. ↑  Réserve de biodiversité / Réserve de biodiversité projeté - Ministère du Développement durable, de l'Environnement et des Parcs, consulté le 18 février 2007
2. ↑  Réserve de biodiversité projetée de l'Île-aux-Lièvres [PDF]